# Nils Helger
Nils Helger (i riksdagen kallad Helger i Gåsborn och Helger i Lidingö Villastad), född 2 november 1873 i Osby församling, Skåne, död 13 april 1957 i Lidingö, var en svensk folkskollärare och socialdemokratisk politiker. Han var riksdagsledamot i andra kammaren 1912-1918, invald i Värmlands läns östra valkrets. 
Helger tog folkskollärarexamen i Växjö 1894, var folkskollärare på Tjörn 1895-1902, i Gåsborn 1903-18, och var från 1918 överlärare i Lidingö och ledamot av Skolkommittén 1919-22, av Lärarnas lönekommitté 1920-23, av Sveriges allmänna folkskollärarförening 1918-26, 1923-24 som vice ordförande. Helger har författat en mycket använd Medborgarbok för fortsättningsskolan (17:e upplagan 1928), Gåsborns socken (1916), Staten och lärarna (1926), samt en rad andra skrifter.